# Дівчина в шинелі (Каховка)
Ді́вчина в шине́лі — радянський пам'ятник у Каховці, присвячений жінкам, що воювали на боці російських більшовиків проти українських державних утворень під час радянсько-української війни.
Відкритий 4 листопада 1983. Автори пам'ятника Фрідріх Мкртичевич Согоян, А. Г. Аветисян — заслужений художник Вірменської РСР; архітектори: Миргродський С. Н., Горбунко В. Г. Висота скульптури — 7 метрів.
Пам'ятник вважається візитною карткою Каховки[джерело?].

## Історія
Місце, на якому встановлено пам'ятник, має назву Площа Героїв громадянської війни. Спочатку на цьому місці була встановлена гіпсова скульптура «Дівчина в шинелі» у 1955 році.
Але у 80-ті роки XX ст. вона була знесена як скульптура низької художньої цінності. А вже 2 листопада 1983 року було споруджено новий монумент. Як і гіпсова фігура, вона зображує дівчину на повен зріст у шинелі, будьонівці, з гвинтівкою за плечима.
Якщо перша скульптура була встановлена на прямокутному постаменті, то нині це вже монументальна фігура з кованої міді, встановлена на невисокому цоколі серед бетонного ландшафту, що символізує воєнні вогнища, яким йшла дівчина з пісні М. Свєтлова.
Автори пам'ятника — Фрідріх Мкртичевич Согоян — заслужений діяч мистецтв Української та Вірменської РСР, А. Г. Аветисян — заслужений художник Вірменської РСР; архітектори: Миргродський С. Н., Горбунко В. Г. (Каховка).
Висота скульптури 7 м.
Відкриття монумента збіглося зі святкуванням 4 листопада 1983-го 40–річчя визволення Каховки від нацистських загарбників.
Біля підніжжя пам'ятника була закладена капсула зі зверненням до нащадків, які житимуть у 2000-х роках. Поет М. Свєтлов присвятив героїчній обороні Каховського плацдарму пісню «Каховка», яка стала дуже популярною в СРСР. Головною героїнею пісні стала «Дівчина в сірій шинелі, яка йшла палаючою Каховкою».
Сучасники стверджують, що у зовнішність «Дівчини в шинелі» скульптор приніс риси своєї дружини.